# Papiermanipulator
Ein Papiermanipulator ist ein Artist, gehört zu den Schaustellern und übt eine Kunstfertigkeit im Umgang mit Papier aus, zumeist im Varieté oder Zirkus.

## Art der Darbietungen
Ein Papiermanipulator führt Kunststücke mit Papier auf. Im Gegensatz zum Papierfalten (Origami) reißt ein Papiermanipulator Muster in große Papiere. Das sorgfältige Vorbereiten der Papiere (Farben verkleben, falten, schneiden) steht dabei stark im Hintergrund. Die Wirkung kommt, wenn der Papiermanipulator innerhalb weniger Minuten diverse Muster mit Blumen, Mandalas und Ornamenten hervorzaubert.

## Erfolgsprinzip
Wie bei allen Artisten kommt es immer sehr stark auf die Ausstrahlung an, wie etwas vorgeführt wird. Ein Papiermanipulator hat eine sehr lange Vorbereitungszeit, er ist aber sehr flexibel und anpassungsfähig. Er kann mit seinen großen Papieren gut auf großen Bühnen für Fülle und Wirkung sorgen. Bei einer kleinen Veranstaltung braucht er keinerlei Infrastruktur. Am besten wirkt die Show mit Hintergrundmusik und genügend Licht, um die Farben der Papiere richtig hervorzuheben.

## Bekannte Papiermanipulatoren
Lorenzo Torres ist als Papiermanipulator bekannt. Heute wird die Papiermanipulation nur noch ganz selten praktiziert, zum Beispiel als Bestandteil einer Zaubershow.